# Новаља
Новаља је град у Личко-сењској жупанији у Хрватској.

## Географија
Налази се на северозападном делу острва Паг. Новаља је најпознатија по плажи Зрче (или „Зрће“), на којој се сваког лета одржавају спектакуларне забаве и због којих су Паг и Новаља добили надимак „хрватска Ибиза“.
Поред те плаже, постоје плаже Страшко, Тринцел и Каска.

## Становништво
Према попису из 2001. Новаља је имала 3.335 становника.
На попису становништва 2011. године, град Новаља је имао 3.663 становника, од чега у самој Новаљи 2.358.

## Попис1991.
На попису становништва 1991. године, насељено место Новаља је имало 1.912 становника, следећег националног састава:
| Попис 1991.‍   | Попис 1991.‍  | Попис 1991.‍ | Попис 1991.‍ | Попис 1991.‍ |
| ------------- | ------------ | ----------- | ----------- | ----------- |
|               |              |             |             |             |
| Хрвати        | Хрвати       |             | 1.801       | 94,19%      |
| Албанци       | Албанци      |             | 15          | 0,78%       |
| Срби          | Срби         |             | 9           | 0,47%       |
| Словенци      | Словенци     |             | 8           | 0,41%       |
| Муслимани     | Муслимани    |             | 5           | 0,26%       |
| Аустријанци   | Аустријанци  |             | 1           | 0,05%       |
| Јевреји       | Јевреји      |             | 1           | 0,05%       |
| Југословени   | Југословени  |             | 1           | 0,05%       |
| Мађари        | Мађари       |             | 1           | 0,05%       |
| Немци         | Немци        |             | 1           | 0,05%       |
| Словаци       | Словаци      |             | 1           | 0,05%       |
| Црногорци     | Црногорци    |             | 1           | 0,05%       |
| остали        | остали       |             | 6           | 0,31%       |
| неопредељени  | неопредељени |             | 6           | 0,31%       |
| непознато     | непознато    |             | 55          | 2,87%       |
| укупно: 1.912 |              |             |             |             |